# Contea di Dingyuan
La contea di Dingyuan (定远县S, Dìngyuǎn XiànP) è una contea della Cina, situata nella provincia dell'Anhui.